# Уганда на Чемпіонаті світу з водних видів спорту 2015
Уганда взяла участь у Чемпіонаті світу з водних видів спорту 2015, який пройшов у Казані (Росія) від 24 липня до 9 серпня.

## Плавання
Угандійські плавці виконали кваліфікаційні нормативи в дисциплінах, які наведено в таблиці (не більш як 2 плавці на одну дисципліну за часом нормативу A, і не більш як 1 плавець на одну дисципліну за часом нормативу B):
Чоловіки
| Спортсмен               | Дисципліна          | Попередній заплив | Попередній заплив | Півфінал        | Півфінал        | Фінал           | Фінал           |
| Спортсмен               | Дисципліна          | Час               | Місце             | Час             | Місце           | Час             | Місце           |
| ----------------------- | ------------------- | ----------------- | ----------------- | --------------- | --------------- | --------------- | --------------- |
| Арнолд Кісуло           | 50 м на спині       | 29.98             | 61                | Завершив виступ | Завершив виступ | Завершив виступ | Завершив виступ |
| Арнолд Кісуло           | 100 м на спині      | 1:06.14           | 65                | Завершив виступ | Завершив виступ | Завершив виступ | Завершив виступ |
| Екірінкубінза Тібатемва | 50 м вільним стилем | 25.54             | 80                | Завершив виступ | Завершив виступ | Завершив виступ | Завершив виступ |
| Екірінкубінза Тібатемва | 50 м брасом         | 33.00 NR          | 64                | Завершив виступ | Завершив виступ | Завершив виступ | Завершив виступ |

Жінки
| Спортсменка     | Дисципліна   | Попередній заплив | Попередній заплив | Півфінал         | Півфінал         | Фінал            | Фінал            |
| Спортсменка     | Дисципліна   | Час               | Місце             | Час              | Місце            | Час              | Місце            |
| --------------- | ------------ | ----------------- | ----------------- | ---------------- | ---------------- | ---------------- | ---------------- |
| Джаміла Лункусе | 50 м брасом  | 34.93             | 53                | Завершила виступ | Завершила виступ | Завершила виступ | Завершила виступ |
| Джаміла Лункусе | 100 м брасом | 1:17.23           | 56                | Завершила виступ | Завершила виступ | Завершила виступ | Завершила виступ |